# Спрингфийлд (Колорадо)
Вижте пояснителната страница за други значения на Спрингфийлд.
Спрингфийлд (на английски: Springfield) е град в окръг Бака, щата Колорадо, САЩ. Спрингфийлд е с население от 1325 души (1 април 2020) и обща площ от 2,3 km². Намира се на 1329 m надморска височина. ЗИП кодът му е 81073, а телефонният му код е 719.